# Mojtaba Mirtahmasb
Mojtaba Mirtahmasb est un réalisateur iranien né en 1971 à Kerman, spécialisé dans les films documentaires. Il est principalement connu en Europe et aux États-Unis pour être le coréalisateur, avec Jafar Panahi, du film Ceci n'est pas un film .

## Biographie
Mojtaba Mirtahmasb effectue ses études supérieures lors des années 1992 à 1995 à l'Université des arts « Mojtame’-e Daneshgahiyeh Honar » à Téhéran, où il obtient un Bachelor of Arts dans le domaine des arts visuels et de l'artisanat, avec une préférence pour le cinéma et la photographie.
Entre 1996 et 1997, il publie une série de 9 documentaires cofinancés par la chaîne de télévision iranienne sur « l'art islamique et la culture matérielle du chiisme iranien », où il traite dans un but de transmission aux jeunes générations des sujets tels que  les bannières, le travail du calicot, l'art du vitrage et des émaux, le travail à base de miroirs dans l'architecture islamique, la sculpture sur chaux, le carrelage islamique, la gravure du métal, les travaux d'aiguille islamique et le travail du cuivre. 
En 1997, lors de son service militaire, il réalise trois clips sur « la guerre et ses martyrs », qui lui valent plusieurs prix nationaux.
À partir de 1998, ses films s'orientent vers des sujets plus sociologiques, traitant de l'art, de la jeunesse et des femmes. 

## Notoriété à l'étranger
Coauteur avec Jafar Panahi du film Ceci n'est pas un film, présenté en hors compétition au Festival de Cannes, il a par la suite été emprisonné lors de son retour en Iran. Lors d'une interview donnée au journal Le Monde lors du festival, il dénonce les pressions exercées par le régime de Téhéran sur les réalisateurs, « en particulier sur ceux qui ont participé aux manifestations contre la réélection de Mahmoud Ahmadinejad, en juin 2009 », et indique que quatre de ses reportages ont été interdits. 
Son arrestation s'inscrit dans une politique de répression à l'égard des cinéastes iraniens, dénoncée par la Cinémathèque française. Celle-ci relaye en octobre 2011 un communiqué de presse faisant état de l'arrestation et de la condamnation à 90 coups de fouet de la comédienne et réalisatrice  Marzieh Vafamehr, ainsi qu'une alerte sur l'arrestation de cinq autres cinéastes iraniens, dans un message cosigné par le Festival de Cannes, la Cinémathèque française, la SRF, la SACD, France Culture, l'ARP, et la SCAM.
Il est relâché postérieurement à ses confrères en novembre 2011 contre caution, et dément avoir collaboré avec la BBC pour la réalisation d'un documentaire consacré à l'Ayatollah Khamenei, motif de son arrestation.

## Filmographie
- 2011 : Ceci n'est pas un film (coréalisé avec Jafar Panahi)